# Live! Thirty Days Ago
Live! Thirthy Days Ago è il primo live album della band rock francese Phoenix, pubblicato nel 2004.

## Il disco
L'album fu registrato tra il 20 settembre e il 1º ottobre 2004 durante il tour in Scandinavia della band.
In Inghilterra e negli USA è stato pubblicato originariamente in versione download dopo il 30 novembre 2004. Una versione in formato CD fu pubblicata l'11 gennaio 2005 in Inghilterra e solo il 22 febbraio 2005 negli USA.

## Tracce
Testi e musiche dei Phoenix.
1. Run, Run, Run - 5:46
2. Victim of a Crime - 3:29
3. Too Young - 3ern:41
4. I'm an Actor - 4:25
5. Alphabetical 4:25
6. Funky Squaredance - 7:27
7. (You Can't Blame It On) Anybody - 4:13
8. Everything Is Everything - 5:30
9. If I Ever Feel Better - 7:09
10. Love for Granted - 4:23

### Date e luoghi di registrazione
- Tracce 1, 2, 3 e 5 registrate il 1º ottobre 2004 a Vega, Copenaghen, Danimarca
- Traccia 4 registrata il 28 settembre 2004 a Tavastia, Helsinki, Finlandia
- Tracce 6, 7 e 9 registrate il 24 settembre 2004 a Rockefeller, Oslo, Norvegia
- Traccia 8 registrata il 29 settembre 2004 a Berns, Stoccolma, Svezia
- Traccia 10 registrata il 20 settembre 2004 a Folken, Stavanger, Svezia

## Formazione in tour
- Deck D'Arcy - basso e cori
- Laurent Brancowitz - chitarra, tastiera e cori
- Thomas Mars - voce principale
- Christian Mazzalai - chitarra e cori
- Chassol - tastiera
- Lawrence Clais - tamburo e cori